# Южные Известняковые Альпы
Южные известняковые Альпы — система горных массивов, являющаяся частью Альп. Расположена на северо-востоке Италии, на южной границе Австрии и северо-западной границе Словении.
Вытянуты с запада на восток на юге от Центральных восточных Альп.

## География
Южные Известняковые Альпы простираются от северных провинций Италии(Трентино-Альто-Адидже, Венеция, Фриули-Венеция-Джулия) и южных земель Австрии(Тироль, Каринтия, Штирия, Бургенланд) до западных регионов Словении(Горишка, Гореньска).
Включает в себя 16 горных массивов:
| Массивы Южных известняковых Альп (с востока на запад) | Массивы Южных известняковых Альп (с востока на запад) | Массивы Южных известняковых Альп (с востока на запад) | Массивы Южных известняковых Альп (с востока на запад) |
| Номер на схеме                                        | Массив                                                | Оригинальное название                                 | Максимальная высота                                   |
| ----------------------------------------------------- | ----------------------------------------------------- | ----------------------------------------------------- | ----------------------------------------------------- |
| 1                                                     | Похорье                                               | sl:Pohorje                                            | 1543 м (Чрни-Врх)                                     |
| 2                                                     | Камникско-Савиньские Альпы                            | sl:Kamniško-Savinjske Alpe                            | 2588 м (Гринтовец)                                    |
| 3                                                     | Караванке (Караванки)                                 | sl:Karavanke, de:Karawanken                           | 2236 м (Великий Стол, Хохштуль)                       |
| 4                                                     | Юлийские Альпы                                        | sl:Julijske Alpe                                      | 2864 м (Триглав)                                      |
| 5                                                     | Гайльтальские Альпы                                   | de:Gailtaler Alpen, de:Drauzug                        | 2772 м (Гроссе Зандшпитце)                            |
| 6-7                                                   | Карнийские Альпы                                      | de:Karnische Alpen                                    | 2780 м (Хоэ-Варте, Кольянс)                           |
| 8                                                     | Доломитовые Альпы                                     | it:Dolomiti                                           | 3344 м (Мармолада)                                    |
| 9                                                     | Альпы Фьемме                                          |                                                       | 2847 м (Чима-д'Аста)                                  |
| 10                                                    | Визентинские Альпы                                    |                                                       | 2341 м (Чима-Додичи)                                  |
| 11                                                    | Нонсбергские Альпы                                    | de:Nonsberggruppe                                     | 2434 м (Монте-Луко)                                   |
| 12                                                    | Брента                                                | it:Dolomiti di Brenta                                 | 3176 м (Чима-Тоза)                                    |
| 13                                                    | Горы вокруг озера Гарда                               |                                                       | 2254 м (Кальдрия)                                     |
| 14                                                    | Ортлес (Ортлер)                                       | it:Ortles, de:Ortler                                  | 3905 м (Ортлес)                                       |
| 15                                                    | Адамелло-Презанелла                                   | it:Adamello, it:Presanella                            | 3558 м (Презанелла)                                   |
| 16                                                    | Собретта-Гавия                                        | it:Sobretta, it:Gavia                                 | 3296 м (Собретта)                                     |